# Сретенско-Михайловская церковь
Сре́тенско-Миха́йловская це́рковь — недействующий деревянный православный храм в бывшем селе Красная Ляга Каргопольского района Архангельской области.
Один из самых выдающихся памятников русского деревянного зодчества, принадлежит к немногим сохранившимся восьмигранным шатровым храмам — одному из древнейших типов в русском деревянном зодчестве. Датируется 1655—1665 годами.

## История
Храм упоминается в Формулярных ведомостях по 2-му благочинию Каргопольского уезда за 1866 год как построенный в 1655 году тщанием местных крестьян. Как классический восьмериковый храм с галереей на консолях с трёх сторон (кроме восточной) храм предположительно существовал между 1665—1840 годами.
С 1840 (или 1842) по 1894 год храм стоял без галереи, лестница в основной объём храма была устроена внутри западного прируба, который был в это время отделён от основного объёма стеной.
При реставрации 1894—1895 годов был понижен уровень пола, благодаря чему отпала необходимость в высокой лестнице для попадания в церковь. Кроме того, церковь приобрела плотную, ярко окрашенную внешнюю обшивку с эклектичным декором, сформировавшую современный облик памятника.

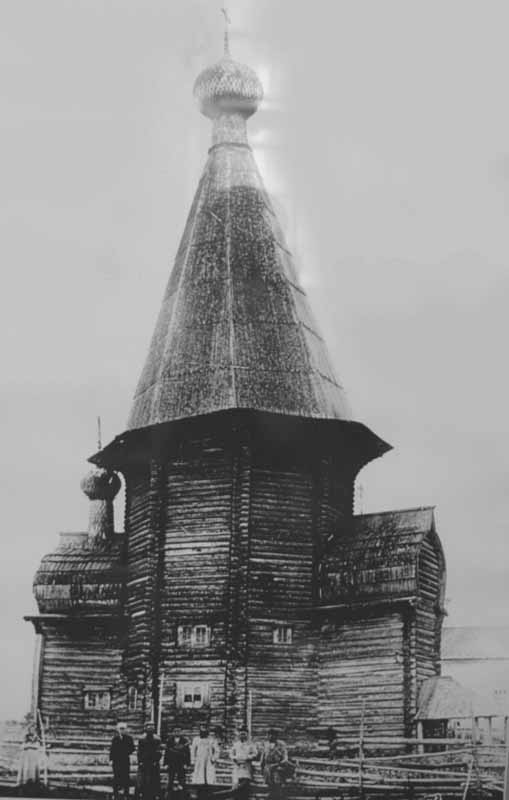
Церковь в 1880-е годы, фото архитектора В.В. Сулова
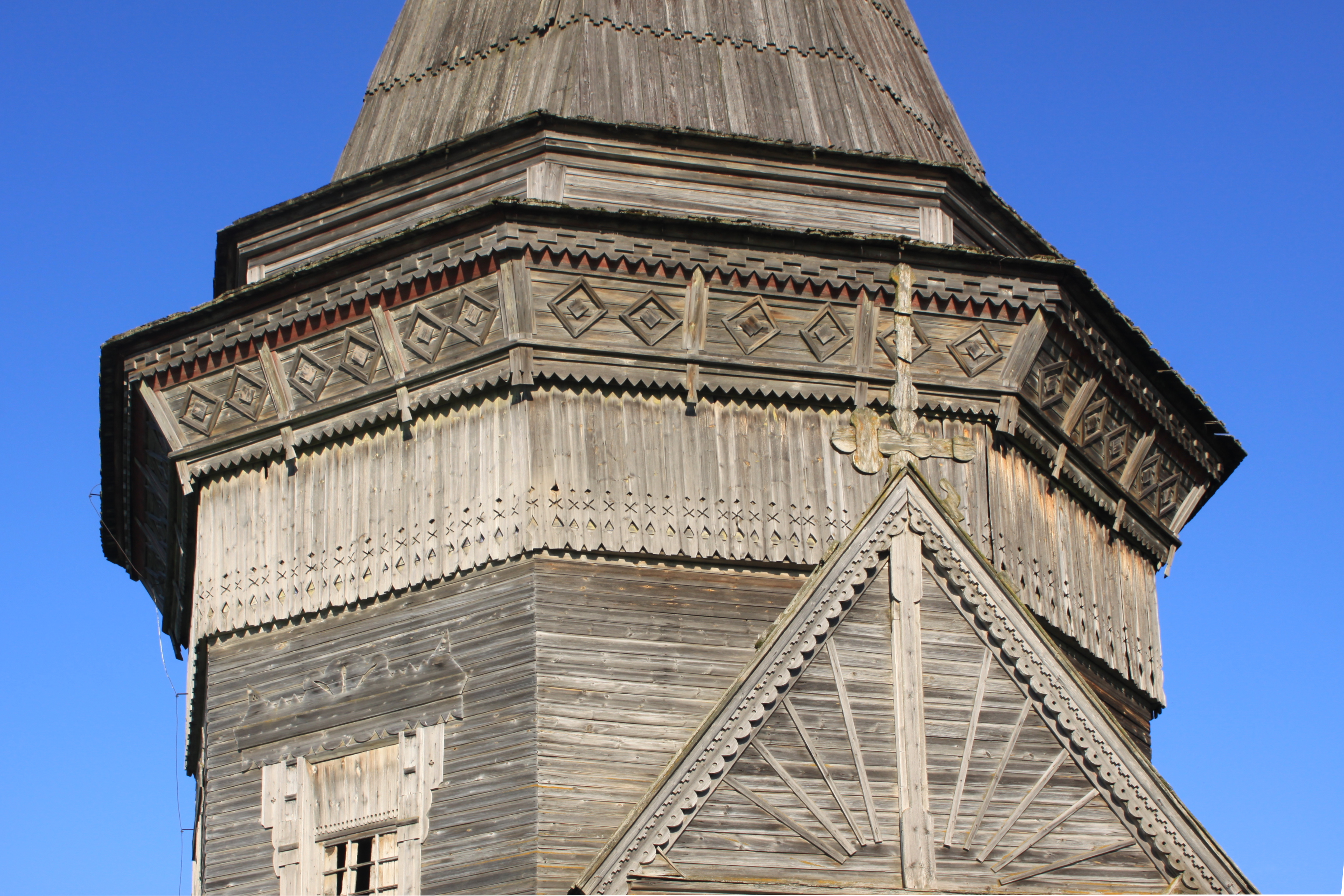
Повал Сретенско-Михайловская церкви после 1894 года.
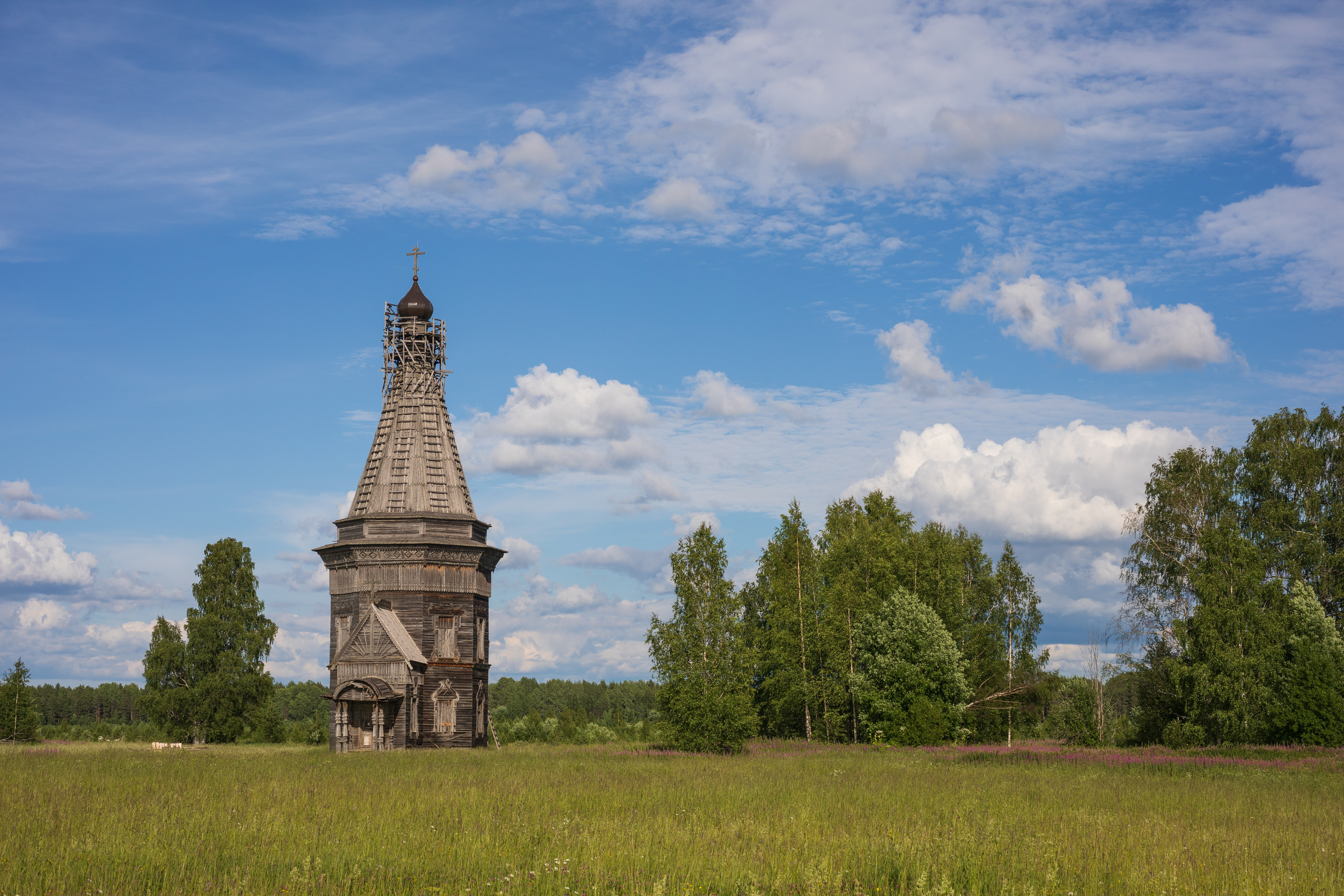
Общий вид летом 2020 года

## Архитектурные особенности
В стенах церкви были прорезаны узкие длинные горизонтальные окна-щели на уровне глаз человека, которые позволяли наблюдать за службой людям, стоящим на галерее-паперти.